# 加州扁鸟蛤
加州扁鸟蛤（学名：Keenocardium californiense）是帘蛤目鸟尾蛤科Keenocardium属的一种。主要分布于韩国、中国大陆、台湾，常栖息在浅海沙底。